# Ikí Balam
Según la mitología maya, Ikí Balam, Ik’i B’alam o Iquib Balam (del maya, Jaguar de la Luna), fue uno de los cuatro caudillos mayas votánides que poblaron el sur de Yucatán. Los otros tres fueron Balam Ketzé (el Jaguar que Ríe), Balam Akab (el Jaguar de la Noche) y Makukutah (El que Está Sentado). Iki Balam es también conocido como Ek Balam o Jaguar Negro. Cakixajá fue el nombre de la mujer de Iquib Balam.
Los primeros hombres creados partieron a la ciudad mítica de Tula, donde les fueron entregadas sus deidades respectivas. A excepción de Ik’i B’alam, son los creadores (los abuelos) de las tres grandes divisiones, o amaq’, de los K’iche’ (Quiché): Kaweq, Nija’ib’ y Nima K’iche’. Fueron humildes y obedientes de los mandatos de su deidad respectiva, aunque en muchas ocasiones fue Tojil, la deidad de los Kaweq, el que habló por todos. Aseguraron la sumisión de los demás pueblos al ofrecerles fuego a cambio de entregar sus corazones. Por esta razón, posteriormente secuestraron a los habitantes de los otros pueblos para sacrificarlos ante sus deidades. Finalmente, murieron dejando atrás el Envoltorio Sagrado a su descendencia. Fueron fieles a la hora de cumplir los deseos de sus deidades y finalmente mueren serenamente.